# Bảo tàng ở Praszka
Bảo tàng ở Praszka (tiếng Ba Lan: Muzeum w Praszce) là một bảo tàng tọa lạc tại số 15 Quảng trường Grunwaldzki, Praszka, Ba Lan.

## Lược sử hình thành
Nhờ những nỗ lực để thành lập một bảo tàng ở Praszka trong giai đoạn giữa hai cuộc chiến tranh, các bộ sưu tập đã được tập hợp lại và đặt trong Thư viện Thành phố, bao gồm bộ sưu tập khảo cổ học (đồ gốm từ các ngôi mộ của nền văn hóa Lusatian, và các thứ khác) và bộ sưu tập lịch sử (hiện vật và kỷ vật từ thời kỳ Khởi nghĩa tháng Giêng và Khởi nghĩa Silesia). Trong Chiến tranh thế giới thứ hai, các bộ sưu tập này bị phân tán.
Ý tưởng thành lập một bảo tàng khu vực được hồi sinh vào năm 1975. Konrad Jźdzewski đã tặng tòa nhà ông được thừa kế tại số 15 Quảng trường Grunwaldzki để làm nơi đặt bảo tàng. Cuối cùng, Bảo tàng ở Praszka được chính thức thành lập vào năm 1980.

## Triển lãm
Hiện tại, Bảo tàng ở Praszka sở hữu các bộ sưu tập:
- tiểu sử (triển làm kỷ vật liên quan đến Konrad Jźdzewski)
- tự nhiên và khoáng vật học
- khảo cổ học và lịch sử (bao gồm thời kỳ tiền sử của vùng lân cận thành phố, thời kỳ các cuộc nổi dậy và bệnh bạch cầu vùng Silesia, lịch sử của ngành công nghiệp địa phương)
- dân tộc học (các vật dụng hàng ngày và nghệ thuật dân gian)
- hiệu thuốc lịch sử với trang thiết bị thuộc thế kỷ 19 và đầu thế kỷ 20

Trong khu vườn của Bảo tàng có đặt một động cơ hơi nước khổ hẹp Px48 lịch sử và một xe khách 1Aw.

## Giờ mở cửa
Bảo tàng ở Praszka hoạt động quanh năm, mở cửa tất cả các ngày trong tuần trừ thứ Hai. Khách tham quan phải trả phí vào cửa.